# Burcu Özberk
Burcu Özberk (Eskişehir, 11 dicembre 1989) è un'attrice turca, nota per i ruoli di Nazlı Yılmaz nella serie televisiva Güneşin Kızları (2015-2016), per quello di Ayşe Özkayalı in Afili Aşk (2019-2020) e di Esra Erten nella serie televisiva Love, Reason, Get Even (Aşk Mantık İntikam) (2021-2022).

## Biografia
Originaria della città di Eskişehir, si laurea al Dipartimento di Teatro presso il Conservatorio statale di Ankara dell'Università di Hacettepe.
Entra nel mondo della recitazione nel 2013, anche se prima aveva fatto varie interpretazioni teatrali, quando è scelta per far parte della quarta stagione de Il secolo magnifico – serie basata sulla vita di Solimano il Magnifico – dove veste i panni di Huri Cihan Sultan, figlia di Ibrahim Pascià e Khadija Sultan nonché moglie del principe Şehzade Bayezid.
Dopo una pausa dalle scene di due anni, torna nella serie Güneşin Kızları, in onda su Kanal D dal 2015 al 2016, che la vede affiancare Emre Kınay, Hande Erçel, Evrim Alasya, Tolga Sarıtaş e Berk Atan. Nello stesso anno è impegnata nella miniserie Şahane Damat a fianco di Ali Ersan Duru e Nükhet Duru.  Nel 2017 è invece impegnata nei tre capitoli del film TV Badem Şekeri, dove interpreta Ayse, mentre nel 2018 prende parte alla  serie televisiva Aslan Ailem con Akın Akınözü.
Nel 2018 compie il suo esordio cinematografico nei panni di Türkan con il film d'azione Direnis Karatay, diretto da Selahattin Sancakli e con Mehmet Aslantuğ, Fikret Kuşkan, Yurdaer Okur e Alperen Duymaz.
Durante la primavera del 2019 inizia a girare la fiction Afili Aşk, trasmessa dal giugno dello stesso anno su Kanal D, dove interpreta anche qui la protagonista Ayşe Özkayalı, assieme al collega Çağlar Ertuğrul. Grazie alla sua interpretazione vince il premio come migliore attrice in una commedia romantica ai 46. Altın Kelebek Ödülleri.
Nell’autunno 2020 riveste i panni dell’assistente sociale Ayşegül nel dramma FoxTv Çocukluk affiancando il famoso attore e suo maestro di teatro Erdal Beşikçioğlu .
Durante la stagione 2021/2022 torna sulle reti FoxTv come Esra Erten nell’acclamata commedia romantica Aşk Mantık İntikam (Amore Logica Vendetta), assieme al collega İlhan Şen. Nello stesso periodo prende parte al programma televisivo Maske Kimsin Sen, remake del format internazionale Il cantante mascherato, dove raggiunge la finale.
Nell’autunno del 2022 gira assieme al cantante e attore Murat Boz il primo progetto originale per Amazon Prime Turchia, la commedia romantica Rüyanda Görürsün, che verrà pubblicata sulla piattaforma il 14 febbraio 2023.
Vita privata
Tra il 2017 ed il 2018 l’attrice ha avuto una relazione con il collega ed ex modello turco Alperen Duymaz.

## Filmografia

### Cinema
- Direnis Karatay, regia di Selahattin Sancakli (2018)

### Televisione
- Il secolo magnifico (Muhteşem Yüzyıl) – serie TV, (2013)
- Güneşin Kızları – serie TV, (2015-2016)
- Şahane Damat – miniserie TV, (2016)
- Badem Şekeri – film TV, (2017)
- Badem Şekeri 2 – film TV, (2017)
- Badem Şekeri 3 – film TV, (2017)
- Aslan Ailem – serie TV, (2017-2018)
- Afili Aşk – serie TV, (2019-2020)
- Çocukluk – serie TV, (2020-2021)
- Love, Reason, Get Even (Aşk Mantık İntikam) – serie TV, (2021-2022)
- Kraliçe - serie TV, (2023)
- Ruhun Duymaz - serie TV, (2023)

### Digitale
- Rüyanda Görürsün - Film Amazon, regia di Cemal Alpan (2022)